# ميمو موراليس
ميمو موراليس (بالألمانية: Memo Morales) (و. 1937 – 2017 م) هو مغني من فنزويلا. ولد في ماراكايبو.
توفي عن عمر يناهز 80 عاماً.